# Sergio Camporeale
Sergio Camporeale (*1937, Buenos Aires, Argentina) es un artista visual argentino de larga trayectoria y carrera internacional. Es especialista en el trabajo de acuarela y grabado que combina el rasgo expresionista con la exquisitez del material.
Egresado de la Escuela Nacional de Bellas Artes Prilidiano Pueyrredón en 1961 ha realizado exposiciones en Buenos Aires, París, Tokio, Lisboa, Nueva York, Singapur, Miami, Panamá, Lima y Bergamo.
En 1976 se estableció en París con su compañera, la pintora Delia Cugat, por espacio de dos décadas. En la galería parisina de Francony presenta su serie Retratos de Familia. Recibe el premio Halib Gargour en 1991.
En 1998 expuso en el Museo Nacional de Bellas Artes de Buenos Aires y en el Museo de Arte Contemporáneo de Panamá.
La pareja regresó a Buenos Aires en la década del 2000.
En 2011 participó en la exhibición Artistas Latinoamericanos de Ascendencia Italiana en Washington D. C. Obras suyas se encuentran en colecciones de museos de Suiza, Estados Unidos, Venezuela, Colombia y Argentina.